# Gaufre de pommes de terre
 (février 2009).
Si vous disposez d'ouvrages ou d'articles de référence ou si vous connaissez des sites web de qualité traitant du thème abordé ici, merci de compléter l'article en donnant les références utiles à sa vérifiabilité et en les liant à la section « Notes et références ».
La gaufre de pommes de terre est faite d'une pâte à base de pomme de terre râpée et cuite dans un gaufrier. Elle est fréquemment consommée dans les pays anglo-saxons comme le Royaume-Uni, l’Irlande et les États-Unis (potato waffles) où elle est utilisée comme mets d'accompagnement ou pour une restauration rapide.

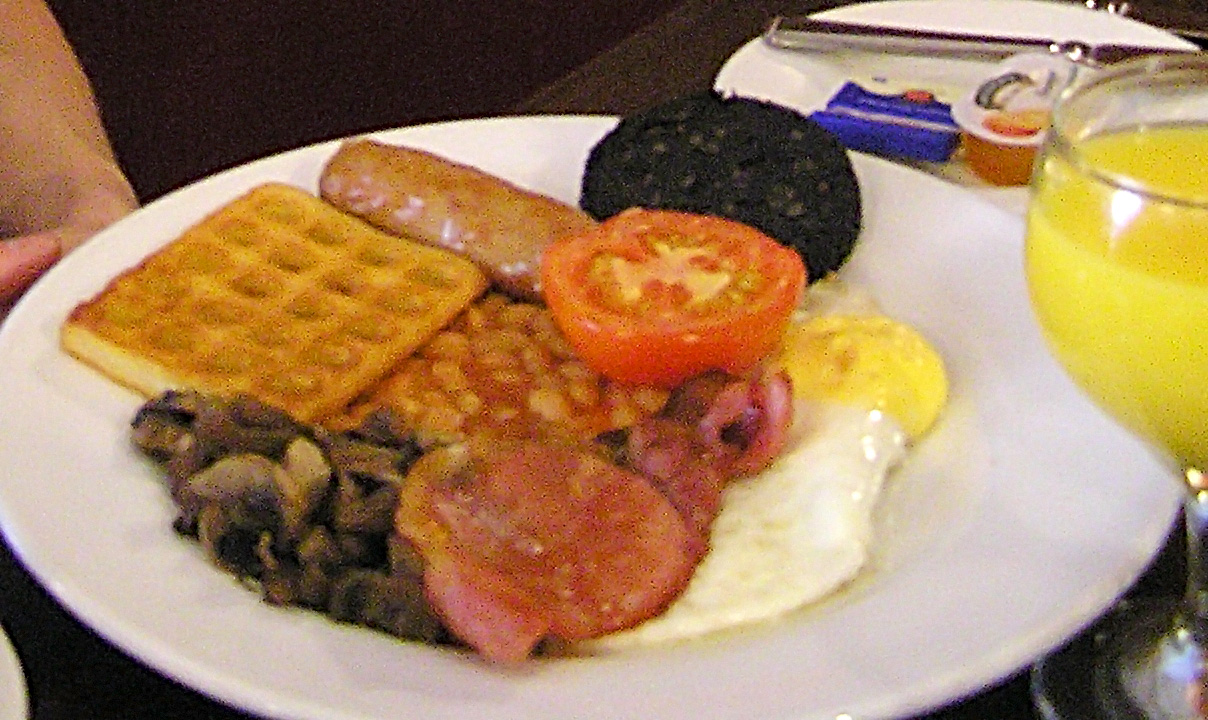
Une gaufre de pomme de terre (à gauche), partie d'un petit déjeuner écossais.

Ce type de gaufre se trouve dans le commerce sous forme congelée ; diverses entreprises de produits surgelés comme Birds Eye et de McCain Foods en produisent. La gaufre congelée peut être cuite au four, grillée, préparée dans un grille-pain ou frite.